# Славошев
Славошев (пол. Sławoszew) — село в Польщі, у гміні Котлін Яроцинського повіту Великопольського воєводства.
Населення — 391 особа (2011).
У 1975-1998 роках село належало до Каліського воєводства.

## Демографія
Демографічна структура станом на 31 березня 2011 року:
|          | Загалом | Допрацездатний вік | Працездатний вік | Постпрацездатний вік |
| -------- | ------- | ------------------ | ---------------- | -------------------- |
| Чоловіки | 201     | 47                 | 131              | 23                   |
| Жінки    | 190     | 37                 | 108              | 45                   |
| Разом    | 391     | 84                 | 239              | 68                   |